# 아프리카바다수리
아프리카바다수리(African fish eagle)는 사하라 이남 아프리카 전역에서 볼 수 있는 큰 수리류 종이며, 말라위, 나미비아, 잠비아, 짐바브웨의 국조이다. 넓은 범위 때문에, 많은 언어로 알려져 있다. 이 종은 생김새가 흰머리수리와 비슷할 수 있다. 관련이 있지만 두 종은 다른 대륙에서 발생하며 흰머리수리는 북아메리카에 살고 있다.

## 분류학
아프리카바다수리는 잿빛머리독수리속에 속하는 종이다. 그것의 가장 가까운 친척은 멸종위기에 처한 마다가스카르바다수리인 것으로 보인다. 모든 바다수리 종들이 쌍을 이루듯이, 이 종은 흰머리를 가진 종 (아프리카바다수리)과 황갈색머리를 가진 종 (마다가스카르바다수리)으로 구성되어 있다. 다른 바다수리들처럼, 그들은 어두운 발톱, 부리, 그리고 눈을 가지고 있다. 두 종 모두 어릴 때부터 최소한 부분적으로 하얀 꼬리를 가지고 있다. 음성학자인 프랑스의 박물학자 프랑수아 르베랑이 그것을 '목소리가 큰 것'이라고 불렀던 원래의 속 이름에서 유래했다.

## 묘사

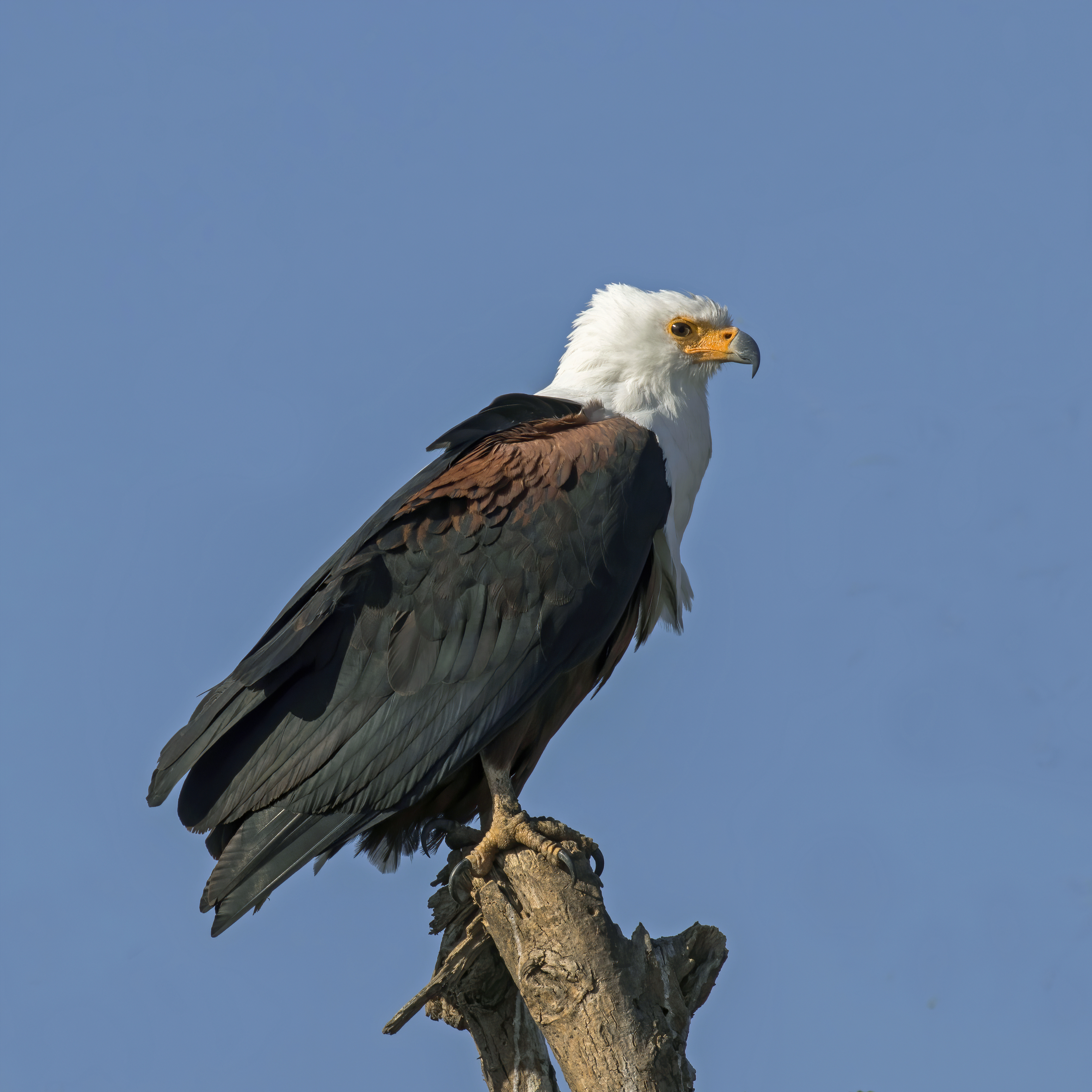
에티오피아 지웨이호에 사는 아프리카바다수리

아프리카바다수리는 큰 새이다. 암컷은 3.2~3.6kg으로 수컷보다 2.0~2.5kg 더 크다. 이것은 맹금류에서 나타나는 전형적인 성적 이형성이다. 수컷은 보통 2.0m 정도의 날개를 가지고 있는 반면, 암컷은 2.4m 정도의 날개를 가지고 있고, 몸길이는 63~75cm이다. 성체는 흰머리수리처럼 머리가 하얀 갈색이고, 크고 강력하며 검은 날개를 가지고 있어 매우 독특한 외모를 가지고 있다. 아프리카바다수리의 머리와 가슴, 꼬리는 노란 깃털이 없는 얼굴을 제외하고는 눈처럼 희다. 눈은 어두운 갈색이다. 육식에 이상적인 갈고리 모양의 부리는 끝이 검은색인 노란색이다. 어린 것의 깃털은 갈색이고, 눈은 어른의 것보다 더 창백하다. 발은 거친 발바닥을 가지고 있고, 미끄러운 수중 먹이를 잡을 수 있도록 강력한 발톱을 갖추고 있다. 이 종은 주로 물고기를 먹고 살지만, 기회주의적이고 물새와 같은 더 다양한 먹이를 잡을 수 있다. 이 독특한 외침은 많은 사람들에게 아프리카의 정신이나 본질을 상기시킨다. 수컷들이 말할 때의 소리인 그 소리는 위-아, 효-효 또는 희-아, 희-아이다.

## 분포 및 서식지
이 종은 때때로 강이나 석호의 입구에서 해안 근처에서 발견될 수 있지만 여전히 민물 호수, 저수지, 강 근처에서 꽤 흔하다. 아프리카바다수리는 사하라 사막 남쪽의 아프리카 대륙 대부분에 걸쳐 사하라 이남 아프리카 토착종이다. 그들이 서식할 수 있는 장소의 여러 예는 남아프리카 공화국과 나미비아의 오렌지강, 보츠와나의 오카방고 삼각주, 말라위, 탄자니아, 모잠비크와 국경을 접하는 말라위호를 포함한다. 아프리카바다수리는 중앙아프리카의 빅토리아호와 다른 큰 호수, 특히 동아프리카 지구대 호수 주변에서 상당히 많은 수가 발생하는 것으로 알려져 있다. 이 종은 충분한 먹이와 충분한 횃대가 있는 개방된 물만 필요로 하는 일반론적인 종으로 초원, 늪, 습지, 열대 우림, 핀보스, 그리고 심지어 나미비아와 같은 사막과 국경을 접하는 해안선에서도 볼 수 있다. 아프리카바다수리는 지표수가 거의 없는 건조한 지역에는 서식하지 않는다.

## 번식
아프리카바다수리는 수위가 낮은 건기에 번식한다. 그들은 평생 교미하는 것으로 믿어진다. 쌍은 종종 두 개 이상의 둥지를 유지하는데, 그들은 자주 이 둥지를 재사용한다. 둥지는 재사용되고 수년에 걸쳐 지어지기 때문에, 그들은 꽤 크게 자랄 수 있고, 일부는 가로 2.0m, 깊이 1.2m에 이른다. 둥지는 큰 나무에 놓여지고 대부분 막대기와 다른 나무 조각으로 만들어진다.
암컷은 1~3개의 알을 낳는데, 이 알들은 주로 흰색에 약간의 붉은 반점이 있다. 부화는 대부분 암컷이 하지만 수컷은 암컷이 사냥을 위해 떠날 때 부화한다. 부화는 42~45일 동안 지속되며, 부화는 병아리가 부화하기 전까지 지속된다. 이 분류군에서는 보통 형제살해가 발생하지 않으며, 부모들은 보통 2~3마리의 병아리를 성공적으로 기른다. 병아리들은 약 70~75일 정도에 태어난다. 생후 의존성은 3개월까지 지속되며, 그 후에는 방랑자가 되어 영역의 성체들과 떨어진 곳에서 무리를 지어 모일 수 있다. 첫 해에 생존하는 사람들의 평균 수명은 약 12~24년이다.

## 사냥 및 먹이

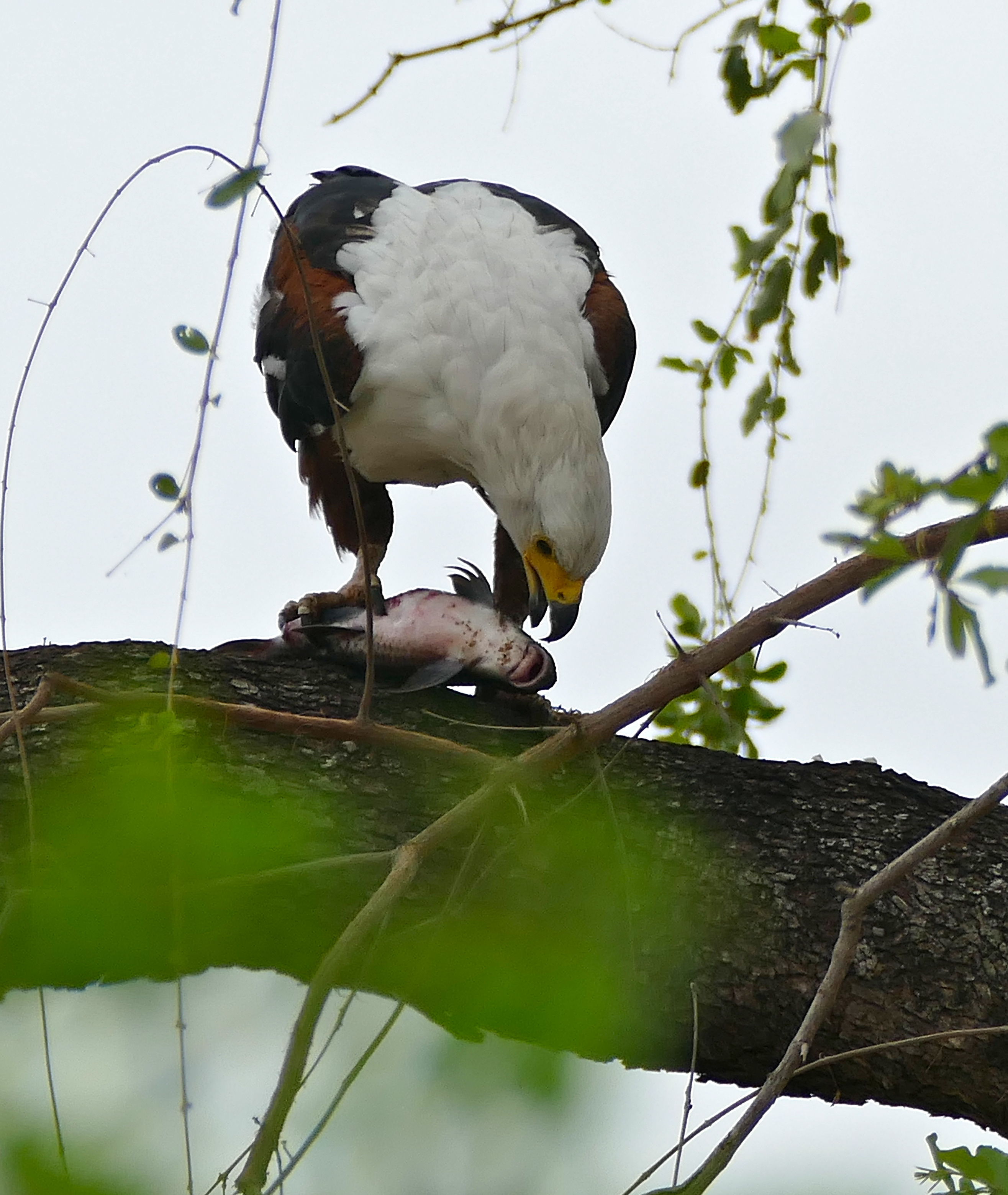
남아프리카 공화국의 크루거 국립공원에서 먹이를 먹고 있는 아프리카바다수리

아프리카바다수리는 주로 물고기를 먹이로 삼는데, 나무의 횃대에서 물 속의 먹이를 낚아채고, 집게발이 큰 발톱으로 물 속의 먹이를 낚아챈다. 그리고 나서 아프리카바다수리는 물고기를 잡기 위해 횃대로 날아간다. 다른 바다수리들처럼, 아프리카바다수리는 물고기와 다른 미끄러운 먹이를 잡을 수 있도록 하는 나선형이라고 불리는 구조를 발가락에 가지고 있다. 아프리카의 겨울 방문객인 물수리도 이러한 적응을 하고 있다. 아프리카바다수리는 보통 200에서 1,000g 정도의 물고기를 잡지만, 4,200g까지 물고기를 잡을 수 있다. 만약 독수리가 비행을 지속할 수 없을 정도로 무거운 물고기를 잡으면, 그것은 물 속으로 떨어져 날개로 가장 가까운 해안으로 노를 젓는다. 숭어와 메기는 일반적인 먹잇감이지만 시클리드, 틸라피아, 아프리카폐어, 카라신과 같은 다양한 물고기도 먹을 수 있다. 아프리카타이거피쉬조차도 특히 비행 중인 제비를 포식하는 동안 아프리카바다수리의 먹이가 될 수 있다.
또한 새, 특히 오리, 민물가마우지, 논병아리, 아프리카뱀목가마우지, 부화한 왜가리와 백로, 크고 작은 플라밍고 등과 같은 물새도 먹는다. 다른 먹잇감으로는 작은 거북, 아기 악어, 나일왕도마뱀, 스킹크, 개구리, 곤충 (특히 흰개미), 그리고 부육이 있다. 심지어 바위너구리, 원숭이, 쥐, 산토끼, 그리고 딕딕 같은 포유류의 먹이를 취할 수도 있다. 또한 집에서 기르는 가금류 (닭)를 잡아먹는 것이 관찰되었다. 아프리카바다수리는 다른 새 종의 포획을 훔치는 것으로 알려져 있는데, 이것은 도축 기생이라고 알려져 있다. 목표가 되는 종은 보통 골리앗왜가리, 망치머리황새, 그리고 넓적부리황새와 같은 큰 파도를 타는 새들과 대게 큰 물고기를 사냥하고 그것들을 다루는데 오랜 시간이 걸리는 물총새, 펠리컨, 물수리 그리고 다른 바다수리들이다.

## 인간과의 관계

### 보존
이 종은 IUCN에서 가장 관심사가 적은 종으로 분류하고 있다. 추정 개체수는 약 300,000 마리이며, 분포 지역은 18,300,000 km2이다.

### 문장학
짐바브웨 새의 형태로, 그것은 짐바브웨의 국새이고 짐바브웨 국기에 나타난다. 그 새는 말라위, 나미비아, 잠비아, 남수단의 국장과 잠비아 국기에도 그려져 있다.